# Báo cáo UFO "khí đầm lầy" ở Michigan

Bản vẽ UFO 'hình quả bóng' có kết cấu theo kiểu 'chần bông' hoặc 'hình tổ ong' nghi là đã hạ cánh xuống một đầm lầy nằm gần Dexter, Michigan vào ngày 20 tháng 5 năm 1966. Đây là một trong hai vụ chứng kiến UFO hàng loạt bị bác bỏ là do khí đầm lầy gây ra.

Báo cáo UFO "khí đầm lầy" ở Michigan là hai lần chứng kiến hàng loạt vật thể bay không xác định tại bang Michigan, nước Mỹ ngay trong đêm ngày 20 và 21 tháng 3 năm 1966.  Vụ chứng kiến đầu tiên xảy ra xung quanh vùng đầm lầy gần Dexter, trong khi vụ chứng kiến hàng loạt lần thứ hai diễn ra gần Vườn bách thảo của Trường Đại học Hillsdale, cách đó khoảng 50 dặm. Những vụ chứng kiến này diễn ra trong bối cảnh làn sóng báo cáo UFO trên khắp miền Nam Michigan. Sau khi nhà điều tra dân sự Không quân Mỹ J. Allen Hynek giải thích những bản báo cáo này là do hiện tượng khí đầm lầy gây ra, khiến tên tuổi của ông bị dư luận chế giễu khắp nơi. Nghị sĩ Gerald Ford từng lên tiếng kêu gọi Quốc hội mở cuộc điều tra chính thức về những vụ chứng kiến này.

## Diễn biến vụ việc

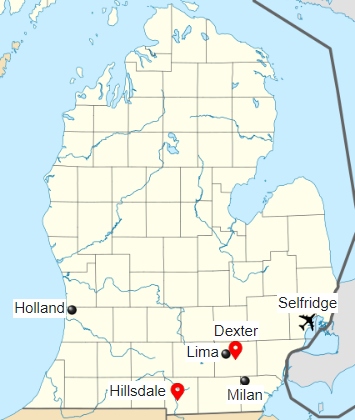
Những vụ chứng kiến UFO được báo cáo ở Lima, Milan, Dexter, Hillsdale và Holland. Hiện tượng quan sát thấy UFO hàng loạt ở Dexter và Hillsdale (màu đỏ) được cho là do khí đầm lầy gây ra.

Trong gần ba tiếng, bắt đầu từ khoảng 3 giờ 50 phút sáng ngày 14 tháng 3, cư dân, cảnh sát trưởng và cảnh sát Quận Washtenaw đều trình báo họ tận mắt chứng kiến những luồng sáng trên bầu trời di chuyển với tốc độ cao ngay trên Lima Township. Họ còn nhận được các cuộc gọi từ Monroe, Livingston, Ypsilanti, Dexter và Sylvania. Phó cảnh sát trưởng Quận Washtenaw là Buford Bushroe và John Foster đã trình báo là họ nhìn thấy những luồng sáng này. Nhân viên tại Căn cứ Không quân Selfridge xác nhận vụ chứng kiến này nhưng không phát hiện ra vật thể nào trên màn hình radar cả.
Từ 3 đến 7 giờ sáng ngày 16 tháng 3, phó cảnh sát trưởng Quận Washtenaw David Fitzpatrick và cộng sự Neul K. Schneider mục kích hai luồng sáng ngay trên bầu trời Milan. Fitzpatrick nhờ sử dụng một máy ảnh thu nhỏ trên chân máy nên chụp được hai bức ảnh về luồng sáng này.
Ngày 20 tháng 3 năm 1966, Frank Mannor cùng vợ và cậu con trai tuổi teen tên gọi Ronald đang ngồi xem tivi tại nông trại của họ ở phía tây bắc Dexter. Khoảng 8 giờ 30 phút tối, bất chợt có tiếng sủa ồn ào của sáu con chó chăn cừu, Mannor kể lại ông nhìn thấy "ngôi sao băng" màu đỏ ở phía bắc, sau đó lơ lửng trên vùng đầm lầy gần đó và phát sáng. Mannors bèn gọi điện cho cảnh sát địa phương. Phó cảnh sát trưởng Stanley McFadden và cộng sự David Fitzpatrick hay tin liền bước chân vào vùng đầm lầy này để điều tra vụ việc.  Hai cha con kể rằng họ lại gần vật thể trong vòng 500 yd (460 m), mô tả vật thể có hình quả bóng bầu dục với kết cấu thép 'hình tổ ong' hoặc 'hình chần bông'.Họ cho biết vật thể đó có đèn và ăng-ten nhấp nháy.  Hai cha con còn nói là vật thể đó đã biến mất và xuất hiện trở lại ở một khu vực khác của đầm lầy. Với âm thanh “hệt như tiếng đạn súng trường bắn trúng vật thể”, UFO bỗng dưng cất cánh và bay đi đâu rồi.
Tuần tra viên Dexter Robert Hunawil kể lại rằng vật thể bay qua xe tuần tra của mình khi đang trên đường đến nông trại. Cảnh sát trưởng Dexter Robert Taylor và tuần tra viên N.G. Lee cũng là nhân chứng tại nông trại này. Mười hai thành viên thuộc giới chức cảnh sát cho biết họ chứng kiến một chiếc UFO. Ngoài Mannors, gia đình ông, hàng xóm và cảnh sát, khoảng 60 người theo như báo cáo có thấy UFO.
Khoảng 9 giờ tối ngày 21 tháng 3, có tới 87 cư dân khu Ký túc xá MacIntyre tại Trường Đại học Hillsdale nhìn thấy những ánh đèn nhấp nháy lơ lửng trên Vườn bách thảo. Họ bèn gọi cho giám đốc phòng vệ dân sự Quận Hillsdale là William Van Horn tới đây điều tra và quan sát những ánh đèn đó qua ống nhòm. Từ tầng hai, nhóm theo dõi những ánh đèn trong hơn ba giờ rồi ghi chép lại ngay lúc đó. Nhân viên cảnh sát Hillsdale là Harold Hess và Jerry Wise cố quan sát vật thể rồi báo cáo thiệt hại về sóng vô tuyến ngay sau sự kiện này.  Ba xe cảnh sát được cử đi điều tra nhưng nhìn ra ngoài đường không thấy đèn đóm nào cả.

## Truyền thông vào cuộc
Ngày 21 tháng 3, các tờ báo trên toàn quốc liền đưa tin về vụ chứng kiến UFO ở Dexter. Những hãng thông tấn bèn tung ra bức tranh do một cảnh sát vẽ lại vật thể này theo như báo cáo ghi nhận. Báo chí đưa tin về nhiều suy đoán khác nhau, bao gồm lời phỏng định từ một 'chuyên gia' tự nhận đang ẩn danh ở California, tin rằng "UFO này đang tích nước đầm lầy để sạc lại pin". Ngày 24 tháng 3, báo chí đưa tin về giả thuyết "khí của quỷ", cho rằng đây là thuyết của vị giám đốc Cung Thiên văn Longway Maurice G. Moore. Ký túc xá của trường đại học tràn ngập nhân chứng ghi chép lại những quan sát của họ được lập thành hồ sơ. Ngày 25 tháng 3, có thông tin cho biết một tiểu ban của Hạ viện khả năng sẽ đứng ra điều tra về UFO.

## Không quân điều tra
Nghị sĩ Michigan Weston Vivian đề nghị phía Không quân trợ giúp. Ngày 22 tháng 3, báo chí đưa tin chuyên gia UFO của Không quân tên là J. Allen Hynek đang được cử đến Căn cứ Không quân Selfridge gần đó để điều tra vụ chứng kiến UFO ở Dexter và Hillsdale. Cảnh sát trưởng Quận Washtenaw là Douglas Harvey nhớ lại chính ông đã lái xe đưa Hynek đến trang trại Mannor mục kích những dấu tròn trên thảm thực vật tại địa điểm bị nghi là nơi UFO hạ cánh.
Ngày 25 tháng 3, một viên chức thông tin công cộng bên phía Không quân thông báo là Hynek sẽ xuất hiện trong cuộc họp báo được lên lịch vào ngày hôm đó tại Câu lạc bộ Báo chí Detroit.  Tại cuộc họp báo có sự tham dự của sáu mươi thành viên báo chí, Hynek nhận định "khí đầm lầy" là nguyên nhân gây ra biến cố Dexter và Hillsdale.
Sử gia Curtis Peebles mô tả hội nghị này là 'sự kiện quan trọng trong lịch sử huyền thoại đĩa bay'. Những lời giải thích của Hynek đã vấp phải sự hoài nghi, chế giễu và "thái độ thù địch gần như toàn cầu". Hynek có nhắc đến những thanh niên bày ra trò đùa dùng pháo sáng tại trường đại học này; bất chấp sự phản đối kịch liệt việc đề cập đến pháo sáng của giám đốc phòng vệ dân sự Will Van Horn.

## Phản ứng trái ngược
Không quân phủ nhận báo cáo cho biết họ có điều động máy bay phản lực nhằm đuổi theo UFO. Ngày 28 tháng 3, thuyết khí đầm lầy của Hynek thúc đẩy Nghị sĩ Michigan lúc bấy giờ (và là tổng thống tương lai) Gerald R. Ford phải lên tiếng kêu gọi Quốc hội tiến hành điều tra toàn diện về "làn sóng báo cáo về hiện tượng quan sát thấy vật thể bay không xác định ở miền nam Michigan". Ford bèn ban hành bản thông cáo báo chí thứ hai vào ngày 3 tháng 4 cùng năm.

## Điều trần trước Quốc hội
Ngày 6 tháng 4, Hynek đành phải ra làm chứng trước Ủy ban Quân vụ Hạ viện cùng với Bộ trưởng Không quân Harold Brown và giám đốc Blue Book Thiếu tá Hector Quintanilla.  Khi đọc lời tuyên bố 'chắc chắn không phải do Không quân đưa ra', Hynek đã phá vỡ sự dàn xếp và đề xuất một số khía cạnh của UFO đáng được nghiên cứu nghiêm túc. Năm 1966, Quốc hội lắng nghe lời khai của James Ferguson là hiện tượng quan sát thấy UFO này đang được Phân cục Hiện tượng Hàng không thuộc Sở Công nghệ Nước ngoài tại Sân bay Wright điều tra.

## Hậu quả và di sản
Nhiều tổ chức báo chí đã xếp vụ chứng kiến UFO này là một trong mười câu chuyện hàng đầu năm 1966 tại Michigan. Cụm từ "khí đầm lầy" ngày càng gắn liền với sự hoài nghi về kết luận của chính phủ. Năm 1969, thuật ngữ khí đầm lầy được dùng theo kiểu chế giễu nhằm thể hiện sự nghi ngờ về Dự án Blue Book. John A. Keel mô tả biến cố này là khởi đầu cho "Làn sóng lớn tháng 3 năm 1966". Cái chết của Frank Manor vào năm 1983 đã chứng kiến sự xuất bản của các hồi tưởng về vụ chứng kiến này.